# Équipe des États-Unis de cricket

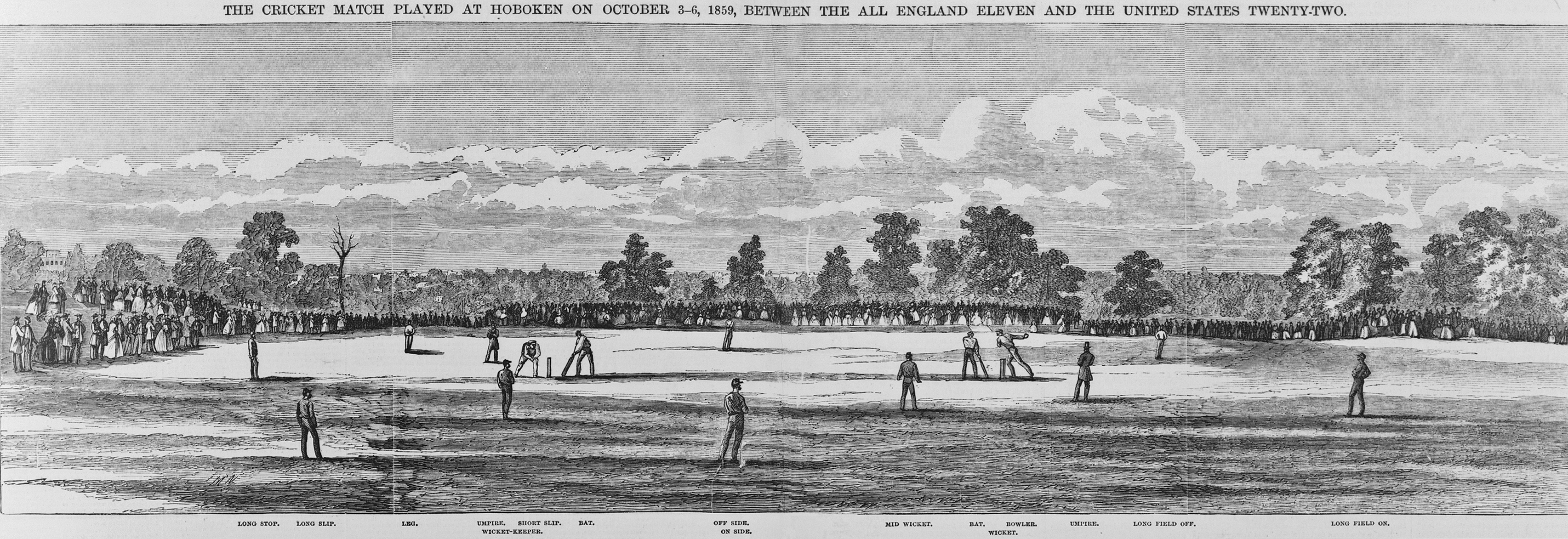
Le match de cricket joué à Hoboken du 3 au 6 octobre 1859 entre les All England Eleven et les United States Twenty-Two

L'équipe des États-Unis de cricket est l’équipe nationale de cricket des États-Unis. Elle représente les États-Unis dans les compétitions internationales. Elle n'a jamais participé à la coupe du monde de cricket mais a, par le passé, joué des matchs de statut One-day International.

## Palmarès
| ICC Champions Trophy - 2004 : premier tour |  | ICC Trophy - 1979 : premier tour - 1982 : premier tour - 1986 : premier tour - 1990 : deuxième tour - 1994 : premier tour - 1997 : 12e - 2001 : 6e - 2005 : 10e |